# Hohenzollernstein

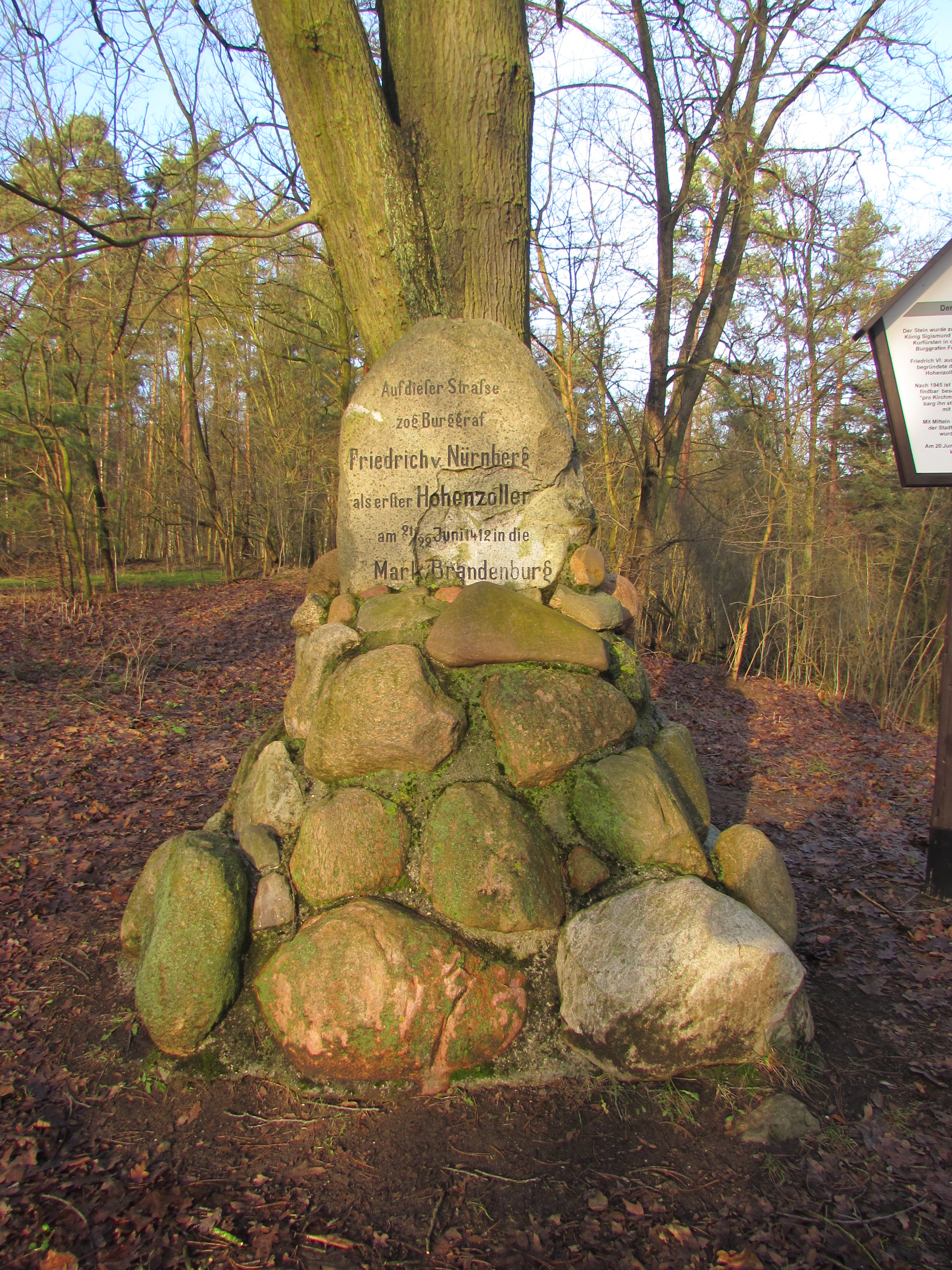
Der Hohenzollernstein bei Brandenburg an der Havel

Der Hohenzollernstein ist ein Denkmal bei Brandenburg an der Havel in der Neustädter Heide.

## Geschichte
1412 erbte das Haus Hohenzollern die Mark Brandenburg, nachdem der Kurfürst Sigismund aus dem Haus Luxemburg verstorben war. Neuer Kurfürst wurde Friedrich I. Der vorherige Burggraf von Nürnberg soll als erster Hohenzoller am 21. und 22. Juni 1412 über die Heerstraße Brandenburg–Magdeburg in sein neues Fürstentum eingezogen sein. Ihm, beziehungsweise diesem Ereignis zu Ehren, wurde 1905 etwa auf Höhe des damaligen Krugs nördlich des Dorfes Mahlenzien in der Neustädter Heide, in diesem Bereich lag etwa die Grenze zwischen Brandenburg und dem Erzstift Magdeburg, ein Denkmal, der Hohenzollernstein, errichtet. Initiiert und finanziert wurde dieses Vorhaben von Ludwig Graf von Wartensleben, dem Besitzer des Rittergutes Rogäsen, zu dem auch das Gebiet des Gränert, wo der Stein errichtet wurde, gehörte. Die Inschrift des Steines lautet: 

„Auf dieser Strasse zog Burggraf Friedrich v. Nürnberg als erster Hohenzoller am 21/22 Juni 1412 in die Mark Brandenburg“

 Auf der Rückseite ist „v. Wartensleben“ und die Jahreszahl „1905“ vermerkt.
Nach dem Zweiten Weltkrieg wurde das Denkmal beseitigt und galt längere Zeit als verschollen. Durch Recherche des Vereins pro Kirchmöser konnte er wiedergefunden und am 29. Oktober 1998 unter Hilfe der Bundeswehr geborgen werden. Anschließend wurde der Gedenkstein mit Fördermitteln der Stadt Brandenburg an der Havel und des Historischen Vereins restauriert und an seiner alten Stelle wieder aufgestellt. Am 20. Juni 1999 wurde der Hohenzollernstein wieder eingeweiht.